# Los Pinos (Valverde del Camino)
Los Pinos es una zona boscosa localizada en la provincia de Huelva, (Andalucía, España) al sur del municipio de Valverde del Camino y que alcanza la parte norte del término municipal de Beas.
Los pinos también conocido como "el campo", era famoso por sus carnavales y sus fiestas, la tradición viene de la época franquista en la cual la gente huyó "Al campo" escapando de la represión. Es un lugar privilegiado el sueño para cualquier valverdeño/a y no apto para personas que no desean ser felices, esta urbanización que alberga el parque periurbano  de "El saltillo" en el que se puede respirar aire puro, y más ahora que ha cerrado la celulosa, y en donde todavía hay más carril que asfalto, aunque han asfaltado los carriles principales !Ahora sí que podría circular bien en camión de los helados (Family frost) pero ha quebrado la empresa, que pena. Bueno a lo que íbamos, este pequeño paraíso que hace frontera con la rival Aldea de la Navahermosa y digo eso porque son beatos, aunque en estas zonas se compartan muchas buenas amistades.
Aquí viven en paz pobres y ricos como si de hermanos se tratara y se puede disfrutar de ser niño hasta bien entrados tus cuarenta, con sus largos recorridos para moto de campo, regajos ,lagos como Campanario y saltos de agua como el peñón de la  Lapa.

## Localización
Cruzada de norte a sur por la carretera N-435 (que une Huelva con Badajoz) se encuentra irrigada por una amplia red de carriles que nos acercan, con escasa o nula señalización, a la casa de numerosas familias, mayoritariamente de Valverde, dichas familias se alimentan de sus propios cultivos, como pueden ser papa, sorgo, maíz etc. también se conoce como la cuna de las tartas de camote y alfalfa.

## Flora
La vegetación consiste en pinos, eucaliptos, alcornoques y encinas principalmente, aunque hay otras muchas especies, así como de matorral (jaras, principalmente en zonas con menos arboledas). Es un terreno con grandes ondulaciones y está a unos 300-400 metros de altitud sobre el nivel del mar.

## Fauna
En cuanto a la fauna, antiguamente había meloncillos, hurones, gatos monteses, zorros, posiblemente linces e incluso lobos. entre las aves cabrían destacar las falconiformes como el Milano o el Águila real. Sin embargo, con la superpoblación, el aumento de luces, ruidos, motos y vehículos que transitan con cada vez mayor frecuencia sus carriles, la variedad y, especialmente, la cantidad, se ven en franco retroceso. Ahora abundan más los perros callejeros y gatos asilvestrados abandonados tras ser domésticos.
- Datos: Q5980200